# Mannheimer Hütte
Die Mannheimer Hütte ist eine Schutzhütte der Sektion Mannheim des Deutschen Alpenvereins (DAV). Sie liegt am Brandner Gletscher auf 2679 m ü. A. im Rätikon in Vorarlberg. Gegenüber befindet sich die Schesaplana, der Hüttengipfel. Die Hütte steht unter Denkmalschutz (Listeneintrag).

## Geschichte
Die Hütte wurde 1903 bis 1905 von der Sektion Straßburg des Deutschen und Österreichischen Alpenvereins (DuOeAV) als Straßburger Hütte errichtet. Aufgrund des langen Zustiegs von Brand über das Zalimtal entschloss sich die Sektion damals spontan, die auf halbem Wege auf 1889 m ü. A. gelegene Oberzalimhütte (nach einem ehemaligen Hüttenwart der Sektion auch Georg-Orth-Hütte genannt) zu errichten. 

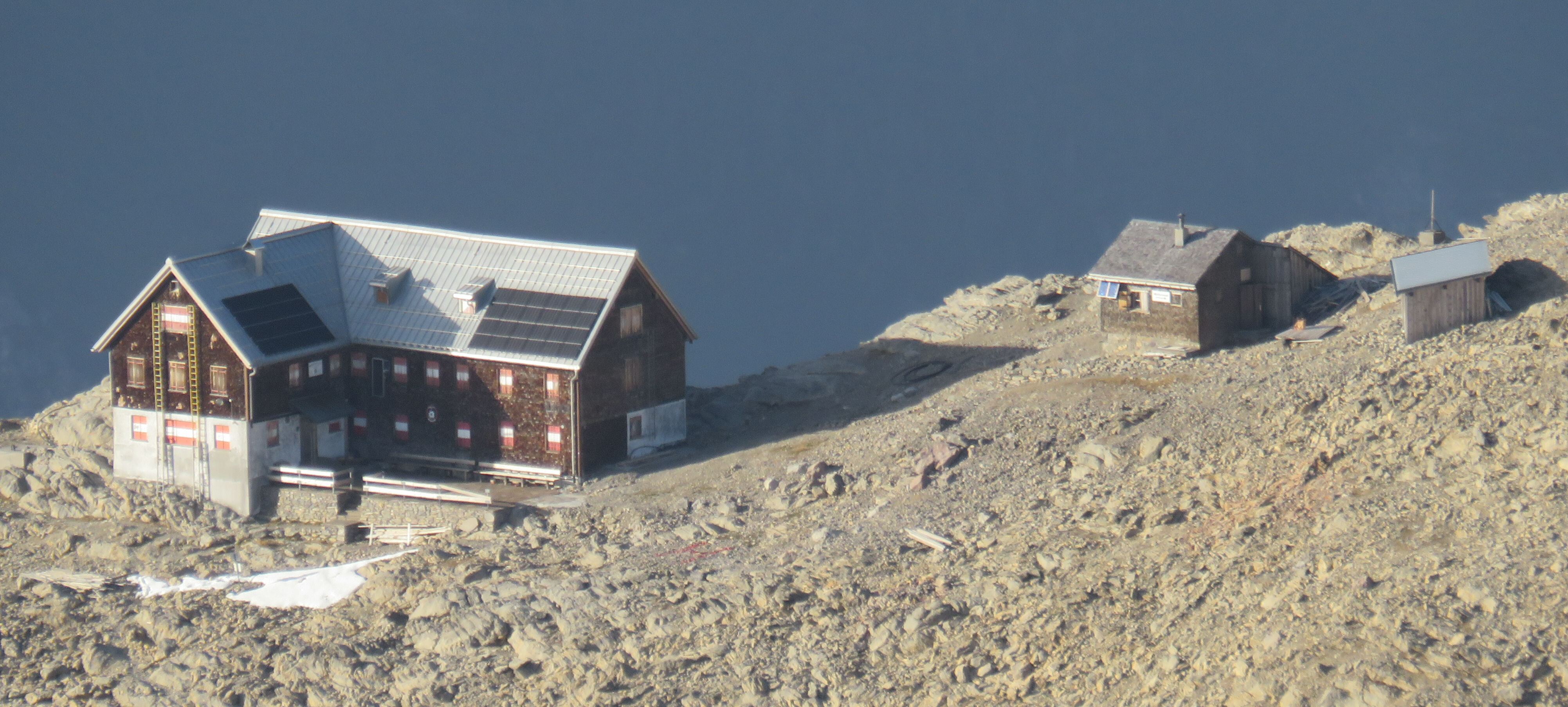
Mannheimer Hütte im Rätikon mit Nebengebäuden

Mit Beginn des Ersten Weltkriegs 1914 wurde die Hütte geschlossen. Nach dem Krieg gehörte Straßburg nicht mehr zu Deutschland, die Sektion löste sich auf. Da die damalige Sektion Pfalzgau des DuOeAV ihre Pfalzgau Hütte bei Cortina d’Ampezzo verloren hatte, übernahmen die Mannheimer die Straßburger Hütte 1919 und behielten den Namen bei. Anfang der 1930er kamen mehr als 4.000 Gäste pro Saison. Doch nach Einführung der Tausend-Mark-Sperre des Dritten Reichs konnten 1934 nur noch 16 deutsche Wanderer begrüßt werden. Nach dem Zweiten Weltkrieg versuchten die Mannheimer ab 1950 die Hütte wieder zu öffnen, doch sie erhielten sie erst 1956. 1970 wurde die Hütte mit einem 70-kW-Dieselaggregat elektrifiziert; in der Zeit von Pächter Wilfried Studer ersetzte man dieses durch ein mit Rapsöl betriebenes Blockheizkraftwerk. 2011 wurde der bislang im Haupthaus untergebrachte Winterraum in die einige Höhenmeter oberhalb stehende, von der österreichischen Zollwache nicht mehr genutzte Zollwachhütte verlegt.

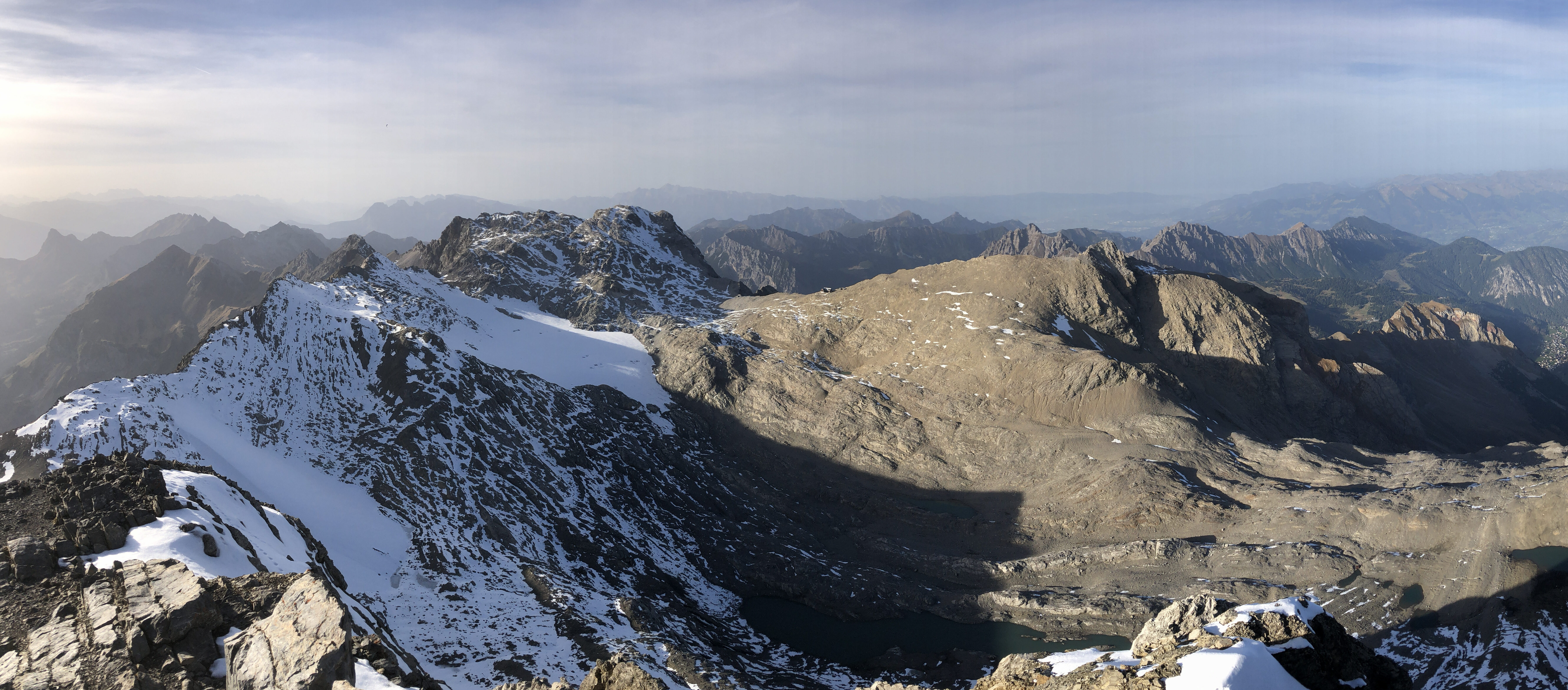
Lage der Mannheimer Hütte zwischen Panüeler Kopf (links) und Wildberg (rechts), vorn links der Brandner Gletscher, mittig vorn der Gletschersee, ganz links der Grat mit Schafköpfe und Salaruelkopf

Die Versorgung des Hauses erfolgt über eine Materialseilbahn, deren Talstation an der Oberzalimhütte ist. Bis dorthin führt eine Forststraße. Das Seil der Bahn verläuft in bis zu 160 m Höhe über dem Boden, weshalb sie als Flughindernis gilt.
1971 wurde die Hütte dann in Mannheimer Hütte umbenannt. 2005 wurde zusammen mit dem Club Alpin Français das hundertjährige Jubiläum gefeiert.
Das Haus ist aufgrund der hochalpinen Lage und des Standortes nahe am Verbindungsgrat Panüeler Kopf – Wildberg sehr der Witterung, vor allem Föhnstürmen, ausgesetzt. Bereits in der unbewarteten Zeit zwischen den Saisonen 2016 und 2017 riss ein Föhnsturm einen Schornsteinkopf herunter. 
Ein weiterer solcher Sturm deckte im November 2018 einen großen Teil des Daches ab. Es konnte noch vor dem Winter notdürftig geflickt werden und ist im Sommer 2020 komplett neu gedeckt worden. Hierbei wurde das alte Zinkblech durch rostfreie Stahlplatten ersetzt, um wegen der aufgrund des Abschmelzens des Brandner Gletschers stetig schwieriger werdenden Wasserversorgung auch das vom Dach ablaufende Regenwasser zu nutzen. Weitere Sanierungsarbeiten fanden 2021 und 2022 statt.
Die Sektion Mannheim lässt beide Hütten stets zusammen von einem Pächter betreiben. Pächter seit 1969 waren:
- 1969–1990 Reinhold Konzett (Dalaas / Vorarlberg) mit Frau Iet und Familie
- 1991–1995 Thomas Beck (Brand / Vorarlberg) mit Frau Andrea
- 1996–0000 Elisabeth Weitlahner (Pettneu am Arlberg / Tirol)
- 1997–2000 Helmut Gasser (Dornbirn / Vorarlberg) mit Frau Ingrid
- 2001–2002 Martin und Anette Wieland (Brand / Vorarlberg)
- 2003–0000 Reinhard Gartenmaier (Sonthofen / Bayern)
- 2004–2011 Wilfried Studer (Wolfurt / Vorarlberg) mit Frau Sylvia und Töchtern[3]

Derzeit: Andrea Juen und Matthias Schatz (Landeck / Tirol)

## Zugänge
- von Bushaltestelle Brand-Palüdbahn bzw. Talstation der Palüdbahn (1050 m) über Oberzalimhütte und Leibersteig, Gehzeit: 5 Stunden
- von Brand über Oberzalimhütte, Spusagangscharte und Straußsteig, Gehzeit: 5½–6 Stunden
- von Lünersee (1970 m) über Totalphütte, Schesaplana oder Südwandsteig und Brandner Gletscher, Gehzeit: 4 Stunden

## Tourenmöglichkeiten

### Übergang zu anderen Hütten
- Totalphütte über Brandner Gletscher und Südwandsteig, Gehzeit: 2½ Stunden
- Schesaplanahütte über Schweizer Steig, Gehzeit: 3 Stunden
- Douglasshütte, über Totalphütte, Gehzeit: 3½ Stunden
- Pfälzerhütte über Liechtensteinerweg, Gehzeit: 4½ Stunden
- Heinrich-Hueter-Hütte über Douglasshütte – Saulajochsteig oder über Lünersee – Lüner Krinne
- Lindauer Hütte (1744 m), Gehzeit: 6–7 Stunden
- Carschinahütte
- Alpengasthof Gamperdona im Nenzinger Himmel
- Oberzalimhütte

### Gipfelbesteigungen
- Schesaplana über Brandner Gletscher (2965 m), Gehzeit: 1½ Stunden
- Panüeler Kopf (2859 m), Gehzeit: 1 Stunde
- Wildberg (2788 m), Gehzeit: 1/2 Stunde